# Joan Barter
Joan Barter (* 1648 in Mequinenza (Franja de Ponent); † 1706 in Barcelona) war ein katalanischer Komponist, Organist und Kapellmeister.

## Leben und Werk
Seine musikalische Ausbildung erhielt Joan Barter an der Kathedrale von Lleida beim dortigen Kapellmeister Juan Merino. 1664 wurde er aufgrund seiner musikalischen Verdienste in die Gesangsschule aufgenommen und er wurde Sänger in der Kapelle der Kathedrale. 1668 wurde er selbst zum Kapellmeister dieser Kathedrale ernannt. 1682 wechselte er in die gleiche Position an der Kathedrale von Barcelona. Während dieser Zeit nahm er als Juror an den Besetzungswettbewerben für die Kapellmeisterstellen an den Kathedralen von Lleida (1686) und Girona (1688) teil. 1696 bat er das Kirchenkapitel um die Versetzung in den Ruhestand. Wegen seiner angeschlagenen Gesundheit gewährte man ihm dies und stellte mit Francesc Valls den Nachfolger bereit.
Joan Barters Werk umfasst etwa dreißig größere Kompositionen. Die Mehrheit dieser Werke gehört den Gattungen der „Tonos“ (Lieder, Weisen) oder der Villancicos an. In dieser Hinsicht führte er die Tradition seiner Vorgänger Joan Cererols, Lluís Vicenç Gargallo und Francesc Soler fort.